# Rotterdamsch Leeskabinet

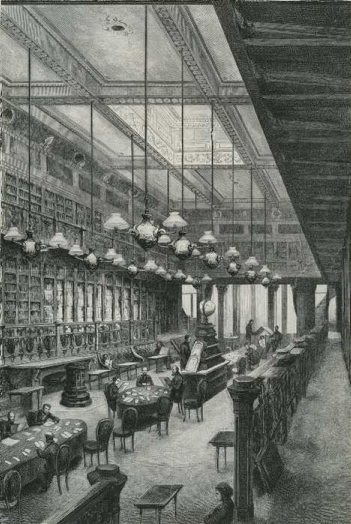
Leeszaal Rotterdamsch Leeskabinet aan de Geldersekade. (Gravure van Piet Schipperus uit 1884.)

Het Rotterdamsch Leeskabinet is een particuliere bibliotheek in Nederland, die is ondergebracht in de Universiteitsbibliotheek van de Erasmus Universiteit Rotterdam. De collectie is een mengeling van wetenschappelijk en literair werk.
Het Rotterdamsch Leeskabinet biedt een collectie van ruim 270.000 boeken en tijdschriften. Deze werken liggen op het gebied van taal- en letterkunde, geschiedenis, filosofie, politiek, theologie en kunst.

## Geschiedenis
Het Rotterdamsch Leeskabinet werd in 1859 in Rotterdam opgericht als een leesmuseum, en was sinds 1865 gevestigd aan de Geldersekade in Rotterdam, in een pand speciaal voor het Leeskabinet ontworpen door de architect J.F. Metzelaar. 
Met het bombardement op Rotterdam van 14 mei 1940 werden gebouw en de gehele collectie vernietigd. Vanaf december 1940 was de bibliotheek gevestigd aan de Parklaan 3 in het vroegere woonhuis van Elie van Rijckevorsel. 
In 1971 begon de samenwerking met de toen nog Nederlandse Economische Hogeschool en verhuisde het Leeskabinet naar campus Woudestein.

## Bibliothecarissen, een selectie
- 1861-1880. Dirk Mulder Bosgoed[3]
- 1880-1909. R. van der Meulen.[4]
- 1909-1918. T. Folmer
- 1920-1950. J.E. van der Pot[5]
- 1951-1971. Jaap van der Pot[1]
- 1972-2006. Jaap de Jong[6]
- 2006- 2017. Pierre Pesch[7]
- 2017- Roman Koot[7]

## Publicaties
- J. Craandijk. Het Rotterdamsch Leeskabinet, 1859-1884. Tjeenk Willink, Haarlem, 1884.
- F.J. Niermeyer. 25-jarig jubileum van den heer R. van der Meulen als bibliothecaris van het Rotterdamsch Leeskabinet. 1905.
- J.E. van der Pot. Honderd jaar Rotterdamsch Leeskabinet, 1859 - 24 mei - 1959, Donker, Rotterdam, 1959.
- I.W. Wildenberg. Catalogus van de oude drukken van het Rotterdamsch Leeskabinet. Nederlands, XVI, Rotterdamsch Leeskabinet, Rotterdam, 1988.
- L. Duyvendak en P. Pesch (red.), Grenzeloos lezen. 150 jaar Rotterdamsch Leeskabinet, Rotterdam 2009.